# León (departement)
León je jedním z 15 departementů Nikaraguy. Svojí rozlohou patří ke středně velkým departementům, z hlediska ekonomiky a prosperity patří k nejbohatším v zemi. Leží severně od nikaragujského hlavního města Managua.
Departement León je rozdělen na deset částí (Municipio):
1. El Jicaral
2. El Sauce
3. La Paz
4. Larreynaga
5. León
6. Nagarote
7. Quezalguate
8. San José